# 이상철 (1948년)
이상철(李相哲, 1948년 2월 20일 ~ , 서울)은 본관은 경주이며, 서울에서 출생한 대한민국의 전직 정보통신부 장관 및 기업인이다. 경기고등학교, 서울대학교 전기공학과를 졸업한 후 미국 버지니아폴리테크닉주립대학교에서 전기공학 석사 학위를, 듀크 대학교에서 공학박사 학위를 받았다. 미국 항공우주국(NASA)의 연구원으로 일하다가 199년 한국통신에 입사한 후 KT프리텔(KTF) 대표이사 사장, KT 대표이사 사장을 거쳐 2002년 7월 11일 ~ 2003년 2월 26일 정보통신부 장관을 역임하였다. 장관직 퇴임 후 광운대학교 총장으로 5년간 재임하였다. 2010년 1월부터 2015년 11월까지 LG유플러스의 대표이사 부회장을 역임했다. 2015년 12월 ~ 2017년 3월 LG유플러스 상임고문으로 있다 퇴사. 2017년 4월 ~ 2018년 중국 화웨이 총괄고문으로 지냈다. 2018년 7월 화웨이 고문직에서 물러났다. 2021년부터 현재는 강릉영동대학교 총장으로 재임중이다.  
화웨이 고문에서 물러난 후, 한국으로 돌아와 엘지유플러스에 화웨이 5G 통신장비를 영업하였다. 엘지유플러스는 화웨이 장비를 받아들여, 일부 지역에 화웨이 장비를 설치하고 있다.  
화웨이는 중국의 인터넷 통신 검열을 하는 기업으로, 천라지망이라는 보안망을 통해 중국과 중국해외의 인터넷을 검열하고 있다.  
화웨이의 통신칩에는 해킹툴인 스파이웨어가 심어져있다는 지속적인 의혹을 받고 있고, 증거가 발견된 바 있으나, 화웨이는 이를 부정하고 있다.  
이상철은 2019년 미군기지에 엘지유플러스 장비를 납품하고자 노력했으나, 미군의 반대로 실패하였다. 

## 가족 관계
- 이상훈(1933년 ~ 2023년)씨의 형이다.

| 전임 양승택 | 제48대 정보통신부 장관 2002년 7월 11일 ~ 2003년 2월 27일 | 후임 진대제 |

1. ↑  “이상철 신임 정보통신부 장관 프로필”.